# Hoolikatti, Parasgad
Hoolikatti là một làng thuộc tehsil Parasgad, huyện Belgaum, bang Karnataka, Ấn Độ.